# Xã Grey Cloud Island, Quận Washington, Minnesota
Xã Grey Cloud Island (tiếng Anh: Grey Cloud Island Township) là một xã thuộc quận Washington, tiểu bang Minnesota, Hoa Kỳ. Năm 2010, dân số của xã này là 289 người.